# Baron Strathcona and Mount Royal

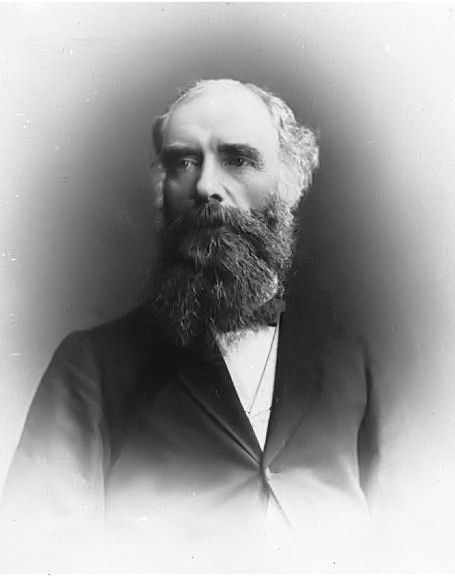
Donald Smith, 1. Baron Strathcona and Mount Royal

Baron Strathcona and Mount Royal ist der Name zweier erblicher britischer Adelstitel in der Peerage of the United Kingdom. Beide wurden an dieselbe Person verliehen.

## Verleihungen
In erster Verleihung wurde im Jahre 1897 der Titel Baron Strathcona and Mount Royal, of Glencoe in the County of Argyll and of Mount Royal in the Province of Quebec and Dominion of Canada, für den in Schottland geborenen kanadischen Finanzier und Politiker Sir Donald Smith geschaffen. Dieser Titel erlosch 1914, als Smith ohne männlichen Abkömmling starb.
In zweiter Verleihung wurde 1900 wiederum an Smith, der Titel Baron Strathcona and Mount Royal, of Mount Royal in the Province of Quebec and Dominion of Canada and of Glencoe in the County of Argyll verliehen, nunmehr jedoch mit dem besonderen Vermerk, dass der Titel mangels Söhnen auch an seine einzige Tochter und deren männliche Abkömmlinge übergehen könne. Dies geschah dann auch.

## Liste der Barone Strathcona and Mount Royal

### Barone Strathcona and Mount Royal, erste Verleihung (1897)
- Donald Alexander Smith, 1. Baron Strathcona and Mount Royal (1820–1914)

### Barone Strathcona and Mount Royal, zweite Verleihung (1900)
- Donald Alexander Smith, 1. Baron Strathcona and Mount Royal (1820–1914)
- Margaret Charlotte Howard, 2. Baroness Strathcona and Mount Royal (1854–1926)
- Donald Stirling Palmer Howard, 3. Baron Strathcona and Mount Royal (1891–1959)
- (Donald) Euan Palmer Howard, 4. Baron Strathcona and Mount Royal (1923–2018)

Titelerbe (Heir Apparent) ist der älteste Sohn des letzten Barons, Hon. (Donald) Alexander Smith Howard (* 1961).